# 湯馬斯湖
湯馬斯湖（英語：Lake Thomas），是南極洲的湖泊，位於維多利亞地的斯科特海岸，由美國南極名稱諮詢委員命名，該湖泊現時由南極條約體系管理。